# تاتیانا آندروپووا
تاتیانا آندروپوا (روسی: Татьяна Андропова; زادنام: لبدوا؛ ۱۹۹۱–۱۹۱۷) یک زن اهل شوروی بود که همسر دوم رهبر وقت شوروی، یوری آندروپوف بود.

## زندگی‌نامه
لبدوا در سال ۱۹۱۷ به دنیا آمد. او از یک مدرسه در رشته علوم پرورشی فارغ‌التحصیل شد و به فعالیت‌های کومسومول پیوست و در سال ۱۹۴۰ به رهبری کومسومول در کارلیا منصوب شد. در همان سال تاتیانا با همسر آینده خود در پتروزاودسک ملاقات کرد، جایی که او دبیر کمیته منطقه زرتسک بود. در آن زمان یوری آندروپوف به عنوان دبیر اول کمیته مرکزی کومسومول در کارلو-فنلاند خدمت می‌کرد. همسر و دو فرزند آندروپوف هنگام انتصاب او به این سمت همراه او به منطقه مهاجرت نکردند. پس از تماس او با تاتیانا، یوری آندروپوف از همسر اول خود طلاق گرفت. تاتیانا و یوری در تابستان ۱۹۴۱ ازدواج کردند و صاحب دو فرزند به نام‌های ایگور و ایرینا شدند. ایگور اندکی قبل از ازدواج آنها به دنیا آمد که نامشروع بود.
در سال ۱۹۵۱ هنگامی که یوری آندروپوف به دبیر کمیته مرکزی حزب کمونیست منصوب شد، به همراه خانواده شروع به زندگی در مسکو کردند. از سال ۱۹۵۷ تا ۱۹۵۴ یوری آندروپوف به عنوان سفیر فوق‌العاده و تام‌الاختیار اتحاد جماهیر شوروی در مجارستان خدمت کرد. تاتیانا و فرزندانشان او را همراهی کردند. در اواخر اکتبر ۱۹۵۶ تظاهرات گسترده علیه اتحاد جماهیر شوروی در بوداپست رخ داد و محل سکونت آنها توسط معترضان محاصره شد که اثرات منفی طولانی مدت بر سلامت تاتیانا داشت. او بوداپست را ترک کرد، اما پس از دو ماه به آنجا بازگشت. در نتیجه این حادثه، تاتیانا در طول زندگی خود دچار فشار خون بالا و سردردهای حاد شد. علاوه بر این، از آن زمان، او از جمعیت و فضاهای باز وحشت داشت.
خانواده یوری در خیابان کوتوزوفسکی مسکو زندگی می‌کردند که سوسلوف و برژنف نیز در آنجا سکونت داشتند. به دلیل مشکلات سلامتی، تاتیانا در زمانی که آندروپوف دبیرکل حزب کمونیست بود، وظایف رسمی را انجام نداد و به عنوان یک گوشه نشین در آپارتمان آنها زندگی می‌کرد. او در سال ۱۹۹۱ درگذشت.